# Enrique Gallegos Venero
Enrique Gallegos Venero (Cuzco, 4 de agosto de 1924 - Lima, ?) fue un militar y político peruano, especializado en geoestrategia, defensa, seguridad, terrorismo e inteligencia . Formó parte del grupo de oficiales del ejército peruano que a la cabeza del general Juan Velasco Alvarado conspiraron y dieron el golpe de Estado de 3 de octubre de 1968 contra el presidente Fernando Belaúnde Terry.  Fue ministro de Agricultura entre 1974 y 1976. Fue también jefe del Servicio de Inteligencia Nacional (SIN).

## Biografía

### Nacimiento y formación militar
Nació en el Cuzco. Desde muy joven empezó a residir en Lima. Estudió en la Escuela Militar de Chorrillos, donde egresó en 1946 como oficial de infantería, integrando la promoción “Tahuantinsuyo”, de la que también formaban parte Pedro Richter Prada y Miguel Ángel de la Flor Valle.
Fue instructor en la Escuela Superior de Guerra (ESG). En 1957, ya con el grado de mayor, partió a Francia para especializarse. Estuvo algunos años en dicho país y fue enviado a Argelia para entrenarse en la guerra contrainsurgente. Su especialidad era la inteligencia militar. Por entonces alcanzó el rango de teniente coronel.

### Partidario del reformismo
De regreso al Perú, frecuentó el Centro de Altos Estudios Militares (CAEM), donde juntó con otros ofíciales del Ejército sostuvo la necesidad de aplicar desde el Estado un reformismo radical para acallar el creciente descontento social de la población. Evocando su experiencia en la guerra de Argelia, destacó el peligro de la subversión comunista, señalando que era algo sustancialmente distinto a lo visto en otras guerras internas del pasado.
En 1960 publicó un breve artículo en la Revista de la Escuela Superior de Guerra, con el sugestivo título de «¿Debe preocuparnos la guerra subversiva?». Sostuvo que dicha guerra ya había empezado en el Perú y que la mayoría ignoraba de su existencia. Según su opinión, esa guerra no se podía enfrentar a la manera clásica, ya que se trataba de un enemigo subterráneo e invisible que explosionaría por todas partes.
En 1963 fue nombrado gerente del recién fundado Instituto de Reforma Agraria y Colonización (IRAC), en el Cuzco, donde se encargó de controlar la revuelta campesina de los valles de La Convención y Lares, en la que actuaba Hugo Blanco Galdós. Era la época del primer gobierno de Fernando Belaúnde. Dijo que esa experiencia le impresionó y sensibilizó mucho al constatar personalmente la situación del campesino.
En 1966 fue ascendido al rango de coronel de infantería.

### El golpe de Estado contra Belaunde
Gallegos formó parte del grupo de coroneles que maquinaron el golpe de Estado contra el presidente Belaunde. Entre dichos oficiales destacaban, además de él, Rafael Hoyos Rubio, Jorge Fernández-Maldonado y Leonidas Rodríguez Figueroa. Todos ellos, formados en el CAEM, se dedicaron previamente a estudiar la situación política, social y económica del Perú y concibieron un plan que, a su juicio, superaría la terrible crisis que agobiaba a la nación. Este plan contemplaba la reforma estructural del Estado, mediante una serie de nacionalizaciones de los medios de producción, así como la aceleración de la reforma agraria.
Dichos oficiales golpistas fueron conocidos como los coroneles “nasseristas”, por su ideología muy cercana al nacionalismo y reformismo aplicada en Egipto por el presidente Gamal Abdel Nasser. Ellos vieron en el general Juan Velasco Alvarado, entonces jefe del Comando Conjunto de la Fuerza Armada y comandante general del Ejército, como el caudillo que podría poner en ejecución lo que denominaron como la revolución peruana. El asunto del petróleo, que estalló con el escándalo de la página 11, fue el detonante del golpe de Estado contra Belaúnde.
El plan golpista se llevó a cabo en la madrugada de 3 de octubre de 1968, cuando salieron de sus cuarteles los tanques de la División Blindada con sede en Lima. Gallegos fue el encargado de la operación de la captura del presidente, lo que realizó sin mayor violencia. Se cuenta que Belaunde, al verle ingresar a Palacio de Gobierno a la cabeza de otros militares, le ordenó que se identificara. Gallegos respondió que su nombre no interesaba. A lo que replicó el presidente: «Entonces, además de traidor, es Ud. un cobarde». Insistió Belaunde en saber a nombre de quien estaba actuando. Gallegos le respondió que a nombre del general Juan Velasco. «¿Y por qué Velasco no tiene el coraje de venir personalmente, y envía un subalterno?», le replicó el presidente. Este fue llevado a un cuartel y de allí obligado a subir a un avión, rumbo a Argentina en calidad de exiliado.

### Experto en Inteligencia
Gallegos impulsó la Escuela de Inteligencia en el Ejército (la actual EIE). Asimismo, fue jefe del Instituto Nacional de Planificación (INP), jefe del Servicio de Inteligencia del Ejército (SIE), y jefe del Servicio de Inteligencia Nacional (SIN).
En 1971, ya con el grado de general de brigada, fue nombrado jefe de la 6.º División mecanizada del Destacamento de Tacna. También fue comandante general de la División Blindada.
En 1974 fue ascendido al rango de general de división.

### Ministro de Agricultura
El 6 de noviembre de 1974, fue designado como ministro de Agricultura por el presidente Juan Velasco Alvarado. Producido el golpe de Estado de 1975 y la subida al poder del general Francisco Morales Bermúdez, se mantuvo en dicha cartera, hasta julio de 1976, cuando renunció.
Como ministro de Agricultura, estuvo al frente de la implementación de la Reforma agraria, política clave del gobierno de Velasco. Impulsó también la Ley Forestal y de Fauna Silvestre; el establecimiento de los parques nacionales Huascarán y Cerros de Amotape, de la Reserva nacional Paracas y del Coto de Caza El Angolo; y el Programa Nacional de Manejo de la Vicuña.

## Publicaciones
- Un siglo de luchas, 1863-1962 (1999).[21]